# Hoplocorypha salfii
Hoplocorypha salfii es una especie de mantis de la familia Thespidae.

## Distribución geográfica
Se encuentra en Etiopía Somalia.